# Vùng Bắc, Singapore
Vùng Bắc là một trong năm vùng của thành quốc Singapore. Tính riêng về diện tích, đây là vùng có diện tích đất lớn thứ hai Singapore, với dân số là 531.860 người. Đô thị Woodlands là trung tâm của vùng và cũng là nơi có dân số đông nhất vùng với 250.290 cư dân. Bao gồm 13.500 hectare diện tích đất, Vùng Bắc được chia thành tám khu quy hoạch.
Tương đối cách biệt so với khu Downtown Core, nên đô thị hóa ở Vùng Bắc diễn ra khá muộn, khiến cho nơi này còn lưu giữ khá nhiều mảng xanh thiên nhiên. Mặc dù vậy, khu đô thị Woodlands, một trong những đô thị mới lớn nhất Singapore, tọa lạc trong vùng này. Được phân thành 3 đô thị mới, Vùng Bắc sở hữu 129.000 đơn vị cư trú thuộc nhiều dạng khác nhau, trong đó nhà ở xã hội dường như là dạng thức chiếm đa số. Không kể phần không gian xanh, Vùng Bắc có 3 km² dành cho các hoạt động giải trí.

## Lịch sử

### Chiến lược phát triển
Dự tính phát triển dành cho Vùng Bắc được hoạch định trong Kế hoạch Tổng thể Singapore 2003 dựa vào các thế mạnh sẵn có của vùng. Với sự phối hợp đa dạng nhà ở, Vùng Bắc cũng đã thành lập nhiều khu công nghiệp, cụ thể là ở Sungei Kadut và Senoko, hỗ trợ nhiều cơ hội việc làm cho cư dân ở khu dân sinh lân cận. Ở lãnh vực giao thông, trước đây vốn được xem là thế yếu của vùng, nay đã phát triển phi thường với việc hoàn thành tuyến cao tốc Bukit Timah và Seletar Expressway, cũng như việc khánh thành tuyến Bắc Nam thuộc Hệ thống giao thông đại chúng tốc độ cao. Trung tâm thương mại và giải trí xuất hiện khắp khu vực Trung tâm Vùng Woodlands. Thêm vào đó, Vùng Bắc là nơi có dồi dào những không gian xanh, những cánh rừng được bảo vệ nghiêm ngặt, và thậm chí là nông trại, điều hiếm hoi ở nước Singapore ngày nay.
Dân số Singapore tăng cao khiến vùng này cần phải hoạch định nhiều diện tích đất cư trú hơn. Khu Đô thị mới Sembawang sẽ được mở thêm về hướng bắc đến khu công nghiệp Senoko. Một đô thị mới cũng sẽ được xây dựng tại Simpang.
Do nhu cầu thương mại, Trung tâm vùng Woodlands sẽ được đầu tư phát triển hơn nữa. Nhiều khu đất rộng vẫn còn hứa hẹn cho các kế hoạch phát triển tiềm năng, thúc đẩy kết nối với thị trường dân cư tại Johor Bahru, Malaysia, xuyên qua Eo biển Johor. Nhiều khu công nghiệp đã được lên kế hoạch xây dựng để đáp ứng nhu cầu việc làm của người dân sở tại.
Sở hữu diện tích rừng nguyên sinh đáng kể, Vùng Bắc sẽ phải triển khai nhiều nỗ lực để bảo vệ và phát triển không gian thiên nhiên này. Nhiều công viên và điểm kết nối công viên đang có kế hoạch xây mới, một khu phức hợp thể thao cũng sẽ được xây dựng tại Đô thị mới Sembawang. Cơ sở vật chất dành cho học sở mới của Trường Bách khoa Cộng hòa sẽ được dành cho công chúng trong tương lai.

## Địa lý
Với tổng diện tích đất 134,5 km2 (51,9 dặm vuông Anh), vùng này nằm ở phần phía bắc của đảo Singapore, tiếp giáp Vùng Đông-Bắc về phía đông, Vùng Tây về phía tây-nam và giáp Eo biển Johor ở phía bắc.

## Chính quyền
Vùng Bắc do CDC Tây Bắc quản lý ở cấp địa phương và được phân thành tám khu quy hoạch.

### Khu quy hoạch
| Khu quy hoạch          | Diện tích (km²') | Dân số  | Mật độ (/km²') |
| ---------------------- | ---------------- | ------- | -------------- |
| Khu trữ nước trung tâm | 37,15            | 10      | 0,3            |
| Lâm Thố Cảng           | 17,3             | 90      | 5,2            |
| Mandai                 | 11,77            | 2,120   | 180,2          |
| Sembawang              | 12,34            | 76,530  | 6.203,3        |
| Simpang                | 5,13             | 0       | 0              |
| Sungei Kadut           | 15,99            | 850     | 53,2           |
| Woodlands              | 13,59            | 250.290 | 18.424         |
| Yishun                 | 21,24            | 201.970 | 9.507,2        |

## Kinh tế

### Xưởng tàu Sembawang
Xưởng tàu Sembawang (tiếng Anh: Sembawang Shipyard) là xưởng chuyên dụng để sửa chữa và đóng mới tàu. Do hãng SembCorp Marine làm chủ, Xưởng tàu Sembawang được trang bị ụ cạn sâu nhất Đông Nam Á. Nguyên là một căn cứ hải quân Anh, xưởng tàu này được xây dựng năm 1938 với tên gọi Căm cứ Hải quân Sembawang (tiếng Anh: Sembawang Naval Base). Sau khi Singapore tuyên bố độc lập, căn cứ này được chuyển đổi công năng để trở thành một xưởng đóng tàu thương mại dưới sự quản lý của Sembawang Corporation (hiện nay là SembCorp).

### Du lịch
Vùng Bắc có nhiều điểm đến thú vị, bao gồm Sở thú Singapore, Vườn thú đêm Safari và River Safari. Tháng 6 năm 2016, thông tin về một trung tâm du lịch sinh thái với diện tích 126 hécta (1,26 km2) sẽ được xây dựng tại Mandai được công bố. Cùng với các vườn thú hiện tại, khu vực này sẽ chú trọng tăng cao dịch vụ lưu trú thân thiện với môi trường như lều trại, phòng ở gia đình. Vườn chim Jurong sẽ được di dời về vùng này, và vườn chim mới này sẽ được kết nối với khu bảo tồn rừng mưa, như một phần trong kế hoạch, dự tính sẽ hoàn thành trước năm 2020.

## Giáo dục
Cư dân trong vùng có thể tiếp cận nhiều cơ sở giáo dục với các cấp học từ mẫu giáo, tiểu học đến trung học do hệ thống trường được phủ rộng khắp các khu đô thị trong vùng. Vùng Bắc cũng là nơi đặt nhiều học sở chính của hệ thống giáo dục sau phổ thông như Trường Bách khoa Cộng hòa (tiếng Anh: Republic Polytechnic), Trường sơ cấp Nghĩa Thuận (tiếng Anh: Yishun Junior College) và Trường sơ cấp Innova (tiếng Anh: Innova Junior College) và một trường giáo dục đặc biệt, MINDS.